# Visualización científica

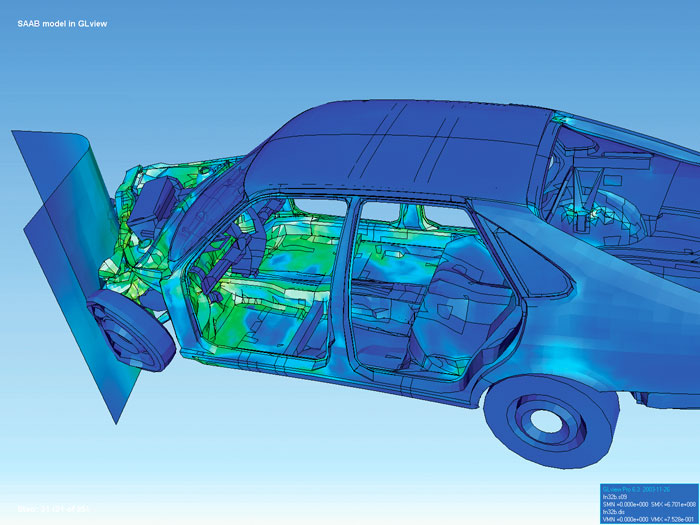
Visualización de cómo se deforma un coche en un choque asimétrico usando análisis de elementos finitos.

La visualización científica es la transformación de datos científicos y abstractos en imágenes. Es una forma especial de la visualización .

## Posición en el proceso de representar la realidad
La visualización científica es parte del proceso de representar la realidad:
| 1. | Realidad. La cosa que se quiere examinar. |
| 2. | Datos. Datos que se han colectado de la realidad. En general son datos abstractos, como modelos matemáticos, que «no se pueden ni ver ni tocar». |
|    | ↓ La visualización científica es la responsable de la transformación de datos en imágenes.                                                       |
| 3. | Imagen. Imagen concreta obtenida de los datos abstractos.                                                                                        |
| 4. | Espectador. El espectador quiere examinar y comprender la realidad.                                                                              |

## Destinos y relevancia
Los destinos de la visualización científica son los siguientes:
- Evitar que datos importantes sean omitidos por equivocación.
- Facilitar la comprensión de conceptos complicados.
- Indicar qué datos son importantes y cuáles no lo son.
- Simplificar la comunicación entre los científicos.
- Mostrar a profanos el contexto y avance de un proyecto.

La visualización se ha vuelto fundamental en el manejo y distribución actual de la información, al grado que es casi imposible encontrar un artículo, libro o escrito que no incluya algún tipo de gráfico para representar sus resultados. La razón principal para visualizar es la tesis de que el sentido más desarrollado de los humanos es la vista y por eso la manera más fácil de comunicar la información, especialmente cuando es compleja o viene en grandes cantidades.
Técnicas de visualización han sido aplicadas para el análisis de datos procedentes de diversas áreas: finanzas, mercadeo, negocios, ciencias sociales y naturales, etc. En informática las técnicas de visualización se han sofisticado con el uso de los gráficos por computadora, que permiten el manejo de datos cada vez más complejos.

## Técnicas de visualización
Las técnicas van desde un simple diagrama para indicar resultados de una elección, imágenes tridimensionales para visualizar un tumor en el cuerpo, hasta animaciones tridimensionales para visualizar la corriente del aire sobre un coche.

## Problemas
El problema más grave de la visualización es la complejidad — el número de dimensiones — de los datos. Si, por ejemplo, se quiere visualizar al mismo tiempo la posición, la velocidad, la dirección, la energía y la carga eléctrica de una partícula nuclear al menos se tienen que visualizar cinco dimensiones, mientras una imagen sólo tiene dos dimensiones. El planteamiento es cómo se puede reducir la complejidad a un grado que por un lado no sobreexige al espectador y por otro no abandona datos importantes.